# Zlatý míč 1961
Zlatý míč, cenu pro nejlepšího fotbalistu Evropy dle mezinárodního panelu sportovních novinářů, v roce 1961 získal argentinsko-italský fotbalista Omar Sívori. Šlo o šestý ročník ankety, organizoval ho časopis France Football a výsledky určili sportovní publicisté z 19 zemí Evropy.

## Pořadí
| Pořadí | Hráč                  | Reprezentace    | Kluby                                     | Body |
| ------ | --------------------- | --------------- | ----------------------------------------- | ---- |
| 1      | Omar Sívori           | Itálie          | Juventus Turín                            | 46   |
| 2      | Luis Suárez           | Španělsko       | FC Barcelona / Inter Milán                | 40   |
| 3      | Johnny Haynes         | Anglie          | Fulham FC                                 | 22   |
| 4      | Lev Jašin             | SSSR            | Dynamo Moskva                             | 21   |
| 5      | Ferenc Puskás         | Maďarsko        | Real Madrid                               | 16   |
| 6      | Alfredo Di Stéfano    | Španělsko       | Real Madrid                               | 13   |
|        | Uwe Seeler            | Západní Německo | Hamburger SV                              | 13   |
| 8      | John Charles          | Wales           | Juventus Turín                            | 10   |
| 9      | Francisco Gento       | Španělsko       | Real Madrid                               | 8    |
| 10     | Josef Masopust        | Československo  | Dukla Praha                               | 5    |
|        | José Santamaría       | Španělsko       | Real Madrid                               | 5    |
|        | Dragoslav Šekularac   | Jugoslávie      | CZ Bělehrad                               | 5    |
|        | José Águas            | Portugalsko     | Benfica Lisabon                           | 5    |
|        | Gerhard Hanappi       | Rakousko        | Rapid Vídeň                               | 5    |
|        | Bobby Charlton        | Anglie          | Manchester United                         | 5    |
|        | Gyula Grosics         | Maďarsko        | FC Tatabánya                              | 5    |
| 17     | Germano de Figueiredo | Portugalsko     | Benfica Lisabon                           | 4    |
|        | Micheil Meschi        | SSSR            | Dinamo Tbilisi                            | 4    |
|        | Danny Blanchflower    | Severní Irsko   | Tottenham Hotspur                         | 4    |
|        | Horst Szymaniak       | Německo         | Karlsruher SC / Calcio Catania            | 4    |
|        | Kurt Hamrin           | Švédsko         | ACF Fiorentina                            | 4    |
|        | Viktor Ponědělnik     | SSSR            | SKA Rostov na Donu                        | 4    |
| 23     | Denis Law             | Skotsko         | Manchester City / Torino FC               | 3    |
|        | Max Morlock           | Německo         | 1. FC Norimberk                           | 3    |
|        | Horst Nemec           | Rakousko        | Austria Vídeň                             | 3    |
|        | José Augusto          | Portugalsko     | Benfica Lisabon                           | 3    |
|        | Slava Metreveli       | SSSR            | FK Torpedo Moskva                         | 3    |
| 28     | Jimmy Greaves         | Anglie          | Chelsea FC / AC Milan / Tottenham Hotspur | 2    |
|        | Lajos Tichy           | Maďarsko        | Honvéd Budapešť                           | 2    |
|        | Costa Pereira         | Portugalsko     | Benfica Lisabon                           | 2    |
|        | Gert Dörfel           | Německo         | Hamburger SV                              | 2    |
|        | Lucien Muller         | Francie         | Stade de Reims                            | 2    |
|        | Norbert Eschmann      | Švýcarsko       | Stade Français                            | 2    |
|        | Pierre Bernard        | Francie         | CS Sedan / Nîmes Olympique                | 2    |
| 35     | Rudolf Kučera         | Československo  | Dukla Praha                               | 1    |
|        | Mário Coluna          | Portugalsko     | Benfica Lisabon                           | 1    |
|        | Eusébio               | Portugalsko     | Benfica Lisabon                           | 1    |
|        | Dumitru Macri         | Rumunsko        | Rapid Bukurešť                            | 1    |
|        | Karl Stotz            | Rakousko        | Austria Vídeň                             | 1    |
|        | Gernot Fraydl         | Rakousko        | Austria Vídeň                             | 1    |
|        | Charles Antenen       | Švýcarsko       | FC La Chaux-de-Fonds                      | 1    |
|        | Jimmy McIlroy         | Severní Irsko   | Burnley FC                                | 1    |
|        | Karl Koller           | Rakousko        | First Vienna                              | 1    |